# U.S. Route 44
U.S. Route 44 (ou U.S. Highway 44) é uma autoestrada dos Estados Unidos.
Faz a ligação do Este para o Oeste. A U.S. Route 44 foi construída em 1935 e tem 238 milhas (383 km).